# 2023 في الأردن
فيما يلي قوائم الأحداث التي وقعت خلال عام 2023 في الأردن.

## الأحداث

### يونيو
- 1 يونيو: زفاف الأمير الحسين ورجوة آل سيف.

## الوفيات
- 3 يناير: عبد السلام المجالي طبيب وسياسي أردني ورئيس وزراء سابق.